# Karol Freege

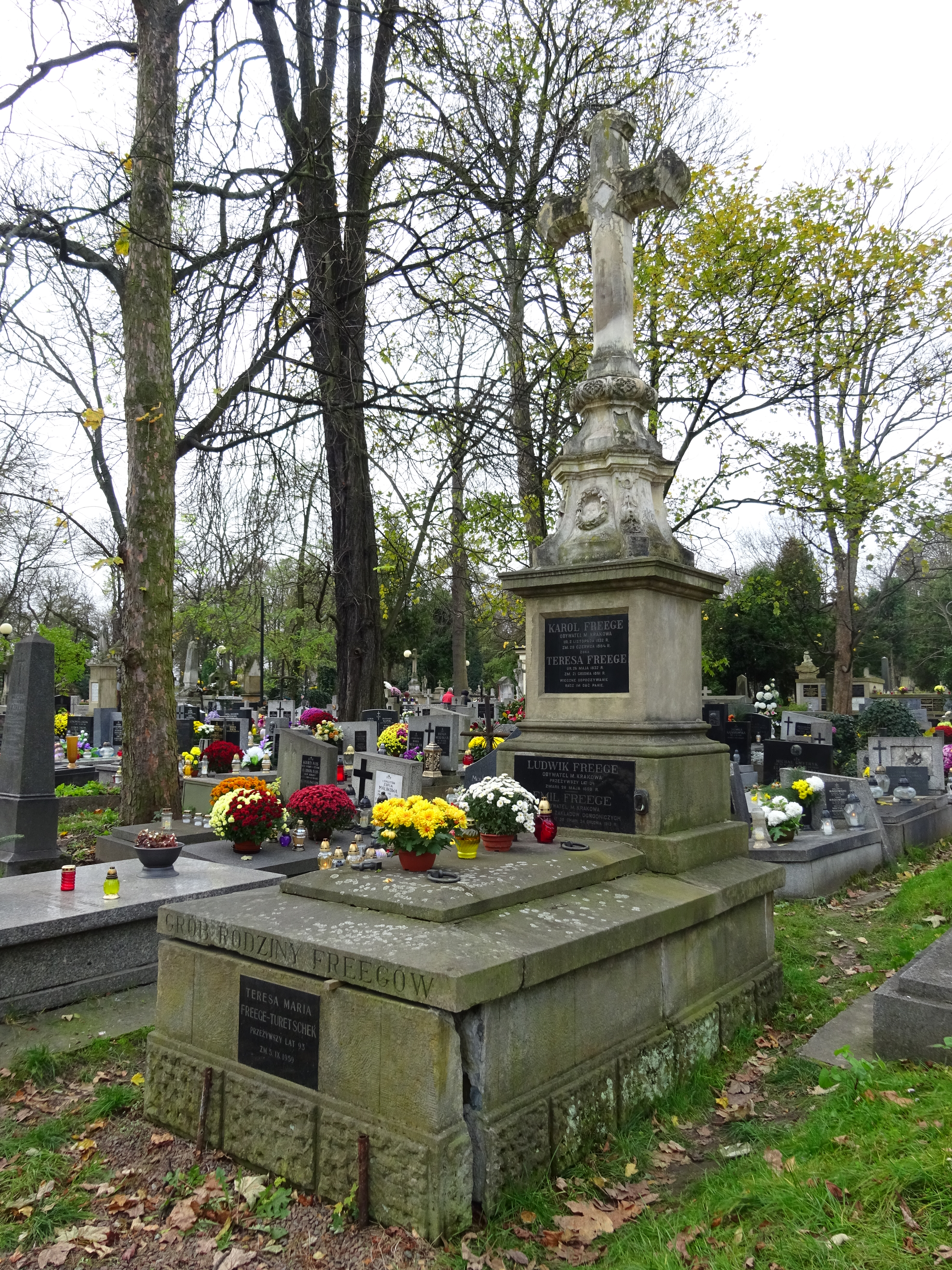
Grobowiec Karola Freegego na cmentarzu Rakowickim w Krakowie

Karol Freege (ur. 2 listopada 1832 w Stubendorf, zm. 29 czerwca 1884 w Krakowie) – krakowski ogrodnik.
Pochodził z niemieckiej rodziny zamieszkałej na Śląsku Opolskim, wykształcenie zawodowe zdobywał w Niemczech oraz w Anglii. Do Krakowa przyjechał w 1857 roku na prośbę Piotra Moszyńskiego, dla którego miał założyć ogród kwiatowy i park angielski wokół pałacu przy ulicy Lubicz. W 1870 zakupił przy ulicy Lubicz 36 parcelę, zbudował dom (dziś już nieistniejący) oraz założył ogród oraz szklarnie.
Firmę ogrodniczą po jego śmierci prowadzili synowie: Ludwik (1866-1899) oraz Emil (1875-1913). Karol został pochowany na cmentarzu Rakowickim w kwaterze Rb. Pamiątki świetności firmy można dziś oglądać w Muzeum Ogrodnictwa Wydziału Ogrodniczego Uniwersytetu Rolniczego w Krakowie. Ogród Freegego zaś w latach 1945-1996 stanowił własność Miejskiego Zakładu Zieleni w Krakowie.